# Falemata'aga

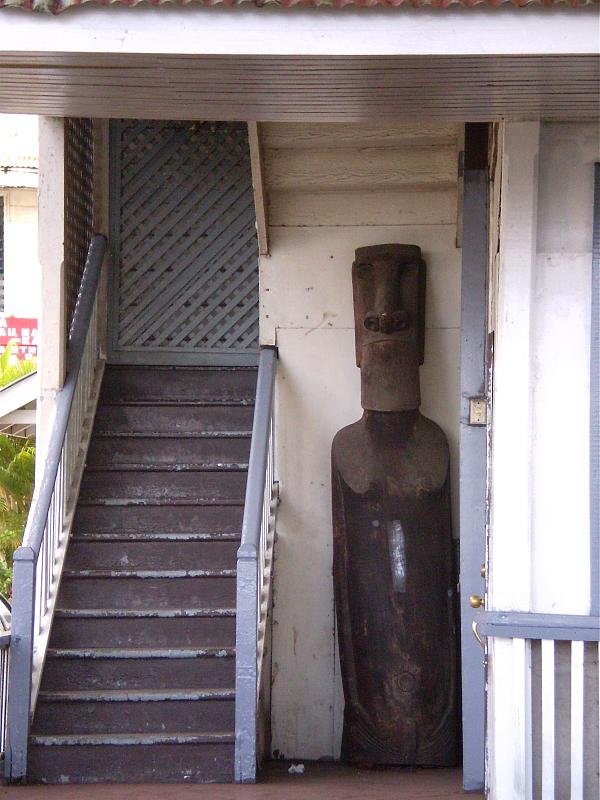
Falemata'aga - Musée national des Samoa

Falemata'aga est le musée national des Samoa. Il est situé dans la capitale de Samoa, Apia, sur l'île de Upolu, dans une ancienne école construite par l'administration coloniale allemande.

## Contexte
Le musée est situé dans le plus ancien bâtiment de l'île, une ancienne Administration coloniale allemande école. Le musée est financé par le ministère de l'Éducation, des Sports et de la Culture et est le seul musée financé par l'État et consacré à la culture samoane. Le musée faisait partie du ministère de la Jeunesse, des Sports et de la Culture jusqu'en 1999, date à laquelle les départements gouvernementaux ont été restructurés. En 2015, le musée comptait trois employés.

## Collections et expositions
La collection du musée se compose de plus de trois cents objets qui reflètent les quatre domaines d'activité du musée : Cultures insulaires du Pacifique ; Préhistoire samoane ; Culture et histoire samoane ; Environnement. Les objets comprennent notamment des spécimens zoologiques, des instruments de tatouage et des poteries préhistoriques.
Le musée préserve dans sa collection et ses archives l'héritage de l'époque coloniale dans les pays du Pacifique, tout en témoignant de la fascination des conquérants occidentaux pour leurs cultures. Le musée accueille également des expositions temporaires sur son site ainsi que des expositions itinérantes dans des régions plus éloignées du pays. En 2013, une exposition de photos sur la vie coloniale allemande intitulée To Walk Under Palm Trees - The Germans in Samoa a connu un grand succès.

## Projets de recherche
Le musée participe également à des projets de recherche internationaux. En 2013, il a collaboré avec le American Museum of Natural History pour étudier les techniques de construction durable dans le contexte de la crise climatique. En 2002, il a entamé une collaboration avec l'Université d'Uppsala pour étudier l'archéologie et la conservation du patrimoine du Pulemelei Mound préhistorique.